# Zodarion isabellinum
Zodarion isabellinum là một loài nhện trong họ Zodariidae.
Loài này thuộc chi Zodarion. Zodarion isabellinum được Eugène Simon miêu tả năm 1870.